# The Magicians
The Magicians, ou Les Magiciens au Québec, est une série télévisée de fantasy américaine en 65 épisodes de 42 minutes créée par Sera Gamble (en) et John McNamara, diffusée entre le 16 décembre 2015 et le 1er avril 2020 sur Syfy et en simultané sur Showcase au Canada. Elle est basée sur le roman Les Magiciens de Lev Grossman.
En France, en Belgique et en Suisse la série est diffusée depuis le 4 octobre 2016 sur Syfy France et au Québec, à partir du 15 février 2017 sur MusiquePlus.

## Synopsis
Quentin Coldwater, jeune adulte en marge du monde, est depuis son enfance attiré par la magie. Il se réfugie dans la lecture de ses romans préférés Fillory et effectue des séjours en hôpital psychiatrique. Invité en compagnie de son amie Julia, à passer des tests d'admission à Brakebills, une université protégée du reste du monde qui forme en secret de futurs magiciens, il est admis  tandis que Julia est refusée et sa mémoire est effacée.
Quentin va, avec l'aide de ses nouveaux amis Alice, Penny, Margo et Elliot, entrer dans une histoire qui le dépasse. Des forces maléfiques vont s'abattre sur eux. Il pourra sortir de certaines situations grâce à sa connaissance des romans de son enfance. Pendant ce temps, Julia retrouve la mémoire. Elle n'aura de cesse de vouloir apprendre la magie en suivant son propre chemin. Un chemin obscur et dangereux qui pourrait la mener à sa perte…

## Distribution

### Acteurs principaux
- Jason Ralph (VF : Rémi Caillebot) : Quentin Coldwater (saisons 1 à 4)
- Stella Maeve (VF : Audrey Sablé) : Julia Wicker
- Olivia Taylor Dudley (VF : Charlyne Pestel) : Alice Quinn
- Hale Appleman (VF : Benjamin Gasquet) : Eliot Waugh
- Arjun Gupta (VF : Sylvain Agaësse) : William « Penny » Adiyodi
- Summer Bishil (VF : Joséphine Ropion) : Margo Hanson
- Rick Worthy (en) (VF : Frantz Confiac) : Henry Fogg (récurrent saison 1, principal saisons 2 à 5)
- Jade Tailor (en) (VF : Laurence Mongeaud) : Kady Orloff-Diaz (récurrente saison 1, principale saisons 2 à 5)
- Brittany Curran (VF : Anne-Laure Gruet) : Fen (récurrente saison 2, principale saisons 3 à 5)
- Trevor Einhorn (en) (VF : Jean-Christophe Clément) : Josh Hoberman (saisons 3 à 5, récurrent saison 2, invité saison 1)

### Acteurs récurrents et invités
- Anne Dudek (VF : Laura Blanc) : professeur Pearl Sunderland
- Esmé Bianco (VF : Marie Diot) : Eliza
- Tembi Locke : Dr Jennifer London
- Michael Cassidy (VF : Mathias Kozlowski) : James
- Leonard Roberts (VF : Antoine Tomé) : le Roi Idri de Loria
- Charles Mesure (VF : Paul Borne) : la Bête
- Charles Shaughnessy (VF : Philippe Peythieu) : Christopher Plover
- Spencer Garrett (en) (VF : Mathieu Buscatto) : Ted Coldwater, père de Quentin
- David Call (en) (VF : Bertrand Nadler) : Pete
- Kacey Rohl (VF : Pamela Ravassard) : Marina
- Hiro Kanagawa : le professeur March
- Keegan Connor Tracy (VF : Léa Gabrièle) : le professeur Lipson
- Mackenzie Astin (en) (VF : Damien Boisseau) : Richard
- Katie Findlay (VF : Jessica Monceau) : Eve
- Brían F. O'Byrne (VF : Nicolas Marié) : Professeur Mayakovsky
- Emma Dumont : La Dame Blanche
- Rose Liston (VF : Claire Baradat) : Jane Chatwin
- Dina Meyer (VF : Agnès Cirasse) : Stone Queen[7] (saison 3)
- Felicia Day (VF : Marie Nonnenmacher) : Poppy[8] (saison 3)
- Jaime Ray Newman (VF : Anne Dolan) : Irene McAllistair[9] (saison 3)
- Thor Braun : Ben Stikker
- Garcelle Beauvais (VF : Dominique Vallée) : Perséphone
- Mageina Tovah : Zelda
- Adam DiMarco (VF : Gabriel Bismuth-Bienaimé) : Todd
- Rizwan Manji (VF : Guillaume Bourboulon) : Tick Pickwick
- Candis Cayne (VF : Aurélie Boquien) : Reine des Fées
- Jolene Purdy (VF : Diane Kristanek) : Shoshana
- Sean Maguire (VF : Didier Cherbuy) : Seb
- Spencer Daniels (VF : Taric Mehani) : Charlton
- Dustin Ingram (VF : Maxime Baudouin) : Hyman Cooper
- Madisen Beaty (VF : Lisa Caruso) : Iris
- Tom Amandes : Mr Quinn

Version française
- Société de doublage : Nice Fellow[10],[11]
- Direction artistique : Coco Noël[10],[11] et Brigitte Aubry[10],[11]
- Adaptation des dialogues : Philippe Girard et Juliette de la Cruz[11]

 Source et légende : version française (VF) sur RS Doublage et Doublage Séries Database

## Production
Le projet a débuté en avril 2014, inspiré du roman Les Magiciens de Lev Grossman. Le pilote a été commandé en juillet 2014, pour être réalisé par Mike Cahill.
Le casting a débuté en novembre 2014 dans cet ordre : Stella Maeve (Chicago PD), Hale Appleman (Teeth) et Arjun Gupta (Nurse Jackie), Jason Ralph (Aquarius), Sosie Bacon (dans le rôle d'Alice) et Summer Bishil. Le tournage a eu lieu à La Nouvelle-Orléans, en Louisiane.
Satisfaite, Syfy commande douze épisodes en mai 2015 (sans mentionner le rôle d'Alice). Le tournage a repris au début août 2015 pour treize épisode, désormais à Vancouver, au Canada, Olivia Taylor Dudley reprend le rôle d'Alice, et l'ajout des rôles récurrents et invités Rick Worthy (en), Anne Dudek, Jade Tailor et Esmé Bianco. Peu de temps après, Tembi Locke (Eureka) décroche un rôle récurrent.
En janvier 2016, d'autres noms sont dévoilés : Michael Cassidy (Men at Work), Spencer Garrett (en) (Aquarius), David Call (en) (Smash), Kacey Rohl (Hannibal), et Hiro Kanagawa (iZombie).
Le 8 février 2016, la série est renouvelée pour une deuxième saison.
Le 12 avril 2017, la série est renouvelée pour une troisième saison, diffusée à l'hiver 2018. Brittany Curran et Trevor Einhorn (en) sont promus à la distribution principale.
Le 28 février 2018, la série est renouvelée pour une quatrième saison, prévue pour l'hiver 2019.
Le 22 janvier 2019, la série est renouvelée pour une cinquième saison, prévue pour l'hiver 2020.
Le 3 mars 2020, Syfy annonce que la cinquième saison sera la dernière de la série.

## Épisodes

### Première saison (2015-2016)
1. Bienvenue à Brakebills (Unauthorized Magic)
2. Les Origines de la magie (The Source of Magic)
3. Magie et conséquences (Consequences of Advanced Spellcasting)
4. Rêve ou réalité ? (The World in the Walls)
5. Magie, Maladie et Mentors (Mendings, Major and Minor)
6. Les Épreuves (Impractical Applications)
7. La Magie selon Mayakovsky (The Mayakovsky Circumstances)
8. La Plaie maudite (The Strangled Heart)
9. Le Manoir des Plover (The Writing Room)
10. Bon retour parmi nous (Homecoming)
11. Ressentir ou agir (Remedial Battle Magic)
12. Le Passage pour Fillory (Thirty-Nine Graves)
13. L'Heure de la vérité (Have You Brought Me Little Cakes)

### Deuxième saison (2017)
Elle est diffusée depuis le 25 janvier 2017.
1. Le Royaume de Fillory (Night of Crowns)
2. Retour à Brakebills (Hotel Spa Potions)
3. Profanation (Divine Elimination)
4. La Forêt volante (The Flying Forest)
5. Une journée off (Cheat Day)
6. La Vallée des Penhis (The Cock Barren)
7. Plan B (Plan B)
8. Le Pacte (Word as Bond)
9. Le Moindre Mal (Lesser Evils)
10. La Fille qui m'a dit (The Girl Who Told Time)
11. Excursion dans l'au-delà (The Rattening)
12. Ramifications (Ramifications)
13. Mortelle gourmandise (We Have Brought You Little Cakes)

### Troisième saison (2018)
Elle est diffusée depuis le 10 janvier 2018.
1. Le Conte des sept clés (The Tales of the Seven Keys)
2. Héros et imbéciles (Heroes and Morons)
3. Perte de magie (The Losses of Magic)
4. Plonge dans le Penny ! (Be the Penny)
5. Une longue vie éphémère (A Life in the Day)
6. Attention, ça mord (Do You Like Teeth?)
7. Les Œufs pochés (Poached Eggs)
8. Six histoires courtes sur la magie (Six Short Stories About Magic)
9. Un Josh de rêve (All That Josh)
10. Un pacte maudit (The Art of the Deal)
11. Flexion Tesla (Twenty-Three)
12. Les Élections (The Fillorian Candidate)
13. Un jeu qui tourne mal (Will You Play With Me ?)

### Quatrième saison (2019)
Cette quatrième saison de treize épisodes a été diffusée à partir du 23 janvier 2019 sur Syfy US, du 4 février 2019 sur Syfy France.
1. Égarés (A Flock of Lost Birds)
2. En quête de mémoire (Lost, Found, Fucked)
3. L'ours porte malheur (The Bad News Bear)
4. Épouse moi ou… tue moi (Marry… Kill)
5. L'Impossible évasion (Escape From The Happy Place)
6. Réfugiés des temporalités (A Timeline And Place)
7. L'Effet secondaire (The Side Effect)
8. La Dame en vert (Home Improvement)
9. Le Serpent (The Serpent)
10. Toute cette armure brillante et dure (All That Hard, Glossy Armor)
11. Le Scelleur (The 4-1-1)
12. La Mer secrète (The Secret Sea)
13. La Jonction (The Seam)

### Cinquième saison (2020)
Cette dernière saison de treize épisodes est diffusée depuis le 15 janvier 2020 sur Syfy.
1. Faire son deuil (Do Something Crazy)
2. Furieuses petites abeilles (The Wrath of the Time Bees)
3. Le Mont des Fantômes (The Mountain of Ghosts)
4. Les magiciens anonymes  (Magicians Anonymous)
5. Alerte apocalypse ! (Apocalypse? Now?!)
6. Oups ! J'ai recommencé (Oops!… I Did It Again)
7. Doyen par intérim (Acting Dean)
8. Meurtre dans un jardin fillorien (Garden Variety Homicide)
9. Violoncelle, Écureuil, Jonquille (Cello Squirrel Daffodil)
10. Purgatoire (Purgatory)
11. Des héros super vilains (By the Hyman)
12. Deux boules, une graine (The Balls)
13. Fillory et au-delà (Fillory and Further)

## Réception

### Réponse critique
La première saison a reçu des critiques mitigées à positives. Sur Metacritic, il a obtenu une note de 60/100, basée sur 24 opinions. Sur Rotten Tomatoes, il a un taux d'approbation de 74% selon 46 avis, avec une note moyenne de 6.47 / 10. Le consensus des critiques du site se lit comme suit: "Les effets spéciaux impressionnants de la série et sa narration créative aident à compenser les prémisses dérivées et parfois le rythme lent."
Certains critiques et fans ont critiqué la série pour sa description brutale de Julia violée et pour le fait que le viol lui donnait des pouvoirs magiques supplémentaires. L'incident a également été critiqué car après s'être souvenu de l'agression, Julia a trahi ses amis en formant une alliance et en embrassant littéralement un meurtrier - qui est également un survivant d'un viol. Comme Lisa Weidenfeld du The A.V. Club l'a dit: "l'émission a maintenant suggéré que les deux victimes d'agression sexuelle sont ses méchants".